# Phúc Lộc
Phúc Lộc là một xã của tỉnh Thái Nguyên, Việt Nam.

## Địa lý
Xã Phúc Lộc có vị trí địa lý:
- Phía đông giáp xã Ngân Sơn và xã Nà Phặc
- Phía tây giáp xã Nghiên Loan và xã Chợ Rã
- Phía nam giáp xã Thượng Minh
- Phía bắc giáp tỉnh Cao Bằng.

Xã Phúc Lộc có diện tích 163,06 km², dân số năm 2025 là 10.354 người.

## Lịch sử
Tháng 6 năm 2025, xã Phúc Lộc được thành lập trên cơ sở nhập toàn bộ diện tích tự nhiên, quy mô dân số của xã Bành Trạch (diện tích tự nhiên là 59,59 km², dân số là 3.382 người), xã Phúc Lộc (diện tích tự nhiên là 63,22 km², dân số là 3.812 người) và xã Hà Hiệu (diện tích tự nhiên là 40,25 km², dân số là 3.160 người) của huyện Ba Bể. Trụ sở làm việc của xã nằm tại xã Phúc Lộc cũ.

## Hành chính
Đến năm 2019, xã Bành Trạch có 13 thôn là Bản Hon, Pác Châm, Pàn Han, Khuổi Slẳng, Lủng Điếc, Nà Lần, Nà Dụ, Pác Pỉn, Khuổi Khét, Nà Nộc, Tổm Làm, Nà Còi, Bản Lấp.
Xã Phúc Lộc có 17 thôn là Thiêng Điểm, Nà Hỏi, Nhật Vẹn, Khuổi Tẩu, Khuổi Pết, Khuổi Trả, Phia Phạ, Nà Ma, Phiêng Chỉ, Cốc Diển, Cốc Muồi, Phia Khao, Bản Luộc, Nà Khao, Lủng Piầu, Khuổi Luội, Vằng Quan.
Xã Hà Hiệu có 13 thôn là Vằng Kè, Nà Hin, Nà Mèo, Cốc Lùng, Chợ Giải, Nà Ma, Khuổi Mản, Cốc Lót, Nà Vài, Nà Dài, Bản Mới, Đông Đăm, Lủng Tráng.